# Jessy Matador
Jessy Matador (* 27. Oktober 1982 als Jessy Kimbangi) ist ein französischer Sänger und Tänzer kongolesischer Herkunft. 2010 nahm er für Frankreich am Eurovision Song Contest (ESC) teil.

## Leben
Jessy Matador wurde als Jessy Kimbangi in der Demokratischen Republik Kongo (bis 1997 Zaïre) geboren. Inspiriert vom Hip-Hop und kongolesischen Tanzstil N’dombolo, begann er 2001 im Alter von 18 Jahren eine Karriere als Tänzer einzuschlagen. Er trat der französisch-afrikanischen Formation Les Coeurs Brisés von Dany Engobo bei, mit der er Auftritte in seiner Heimat Kongo, Europa und Nordamerika absolvierte. 2005 rief Matador seine eigene Tanzgruppe, die fünfköpfige La Selesao, ins Leben. Mit ihrem am afrikanischen Rumba orientierten Programm Le Show Kanawa wurde La Selesao als Vorgruppe von Magic System gewonnen und trat im Pariser Konzerthaus Bataclan auf.
Im Jahr 2008 machte der mittlerweile in Frankreich lebende Matador als Sänger auf sich aufmerksam. Der im Juni erschienene Titel Décalé gwada avancierte zum Sommerhit und platzierte sich in den französischen Charts, während das Musikvideo im Internet von vier Millionen Menschen gesehen wurde. Daraufhin veröffentlichte Matador Ende November sein erstes Album Afrikan New Style, dessen Single-Auskopplung Mini kawoulé sich ab Dezember 2008 ebenfalls über Wochen in den französischen Charts behaupten konnte. Matadors Songs werden von den Stilen Coupé Decalé, Zouk, N’dombolo und Kuduru beeinflusst, aber auch vom Dancehall und Hip-Hop.
Im April 2009 veröffentlichte Matador die Kompilation Hits Des Tout-Petits. Ein Jahr später wurde der Sänger und Tänzer intern als französischer Teilnehmer für den 55. Eurovision Song Contest in Oslo bestimmt. Organisator France Télévisions hatte sich einen „dynamischen Beitrag mit Choreographie“ gewünscht, nachdem man zuvor über die Entsendung verschiedener französischer Künstler wie den Nouvelle-Star-Gewinner Christophe Willem nachgedacht hatte und Gerüchte über die Entsendung des DJs David Guetta aufgekommen waren. Als französischer Kandidat automatisch für das ESC-Finale am 29. Mai 2010 gesetzt, trug Matador den französischsprachigen Titel Allez Ola Olé vor und belegte einen zwölften Platz. Der Song erreichte zur gleichen Zeit in den französischen Single-Charts den ersten Platz.
Allez Ola Olé, komponiert und geschrieben von Hugues Ducamin und Jacques Ballue, soll vom französischen Fernsehen bei der Übertragung der Fußball-WM aus Südafrika eingesetzt werden und erreichte auch in den deutschen Charts Platz 17. Sein zweites Album Elektro Soukouss erschien am 14. Juni 2010.

## Diskografie

### Alben
- 2008: Afrikan New Style
- 2010: Elektro Soukouss

### Singles
- 2008: Décalé gwada
- 2008: Mini kawoulé
- 2010: Allez Ola Olé
- 2010: Bomba
- 2011: Dansez (feat. Daddy Killa)
- 2011: Galera (feat. King Kuduro & Bra Zil)
- 2014: Zuluminati
- 2015: Johnny Bilayo

Gastbeiträge
- 2012: Zumba He Zumba Ha (Remix 2012) (DJ Mam’s feat. Jessy Matador & Luis Guisao, FR: Gold)

## Auszeichnungen für Musikverkäufe
| Goldene Schallplatte - Belgien - 2010: für die Single Allez Ola Olé |

Anmerkung: Auszeichnungen in Ländern aus den Charttabellen bzw. Chartboxen sind in ebendiesen zu finden.
| Land/RegionAuszeichnungen für Musikverkäufe (Land/Region, Auszeichnungen, Verkäufe, Quellen) | Gold     | Platin | Verkäufe | Quellen         |
| -------------------------------------------------------------------------------------------- | -------- | ------ | -------- | --------------- |
| Belgien (BRMA)                                                                               | Gold1    | —      | 15.000   | ultratop.be     |
| Frankreich (SNEP)                                                                            | 2× Gold2 | —      | 200.000  | snepmusique.com |
| Frankreich (UPFI)                                                                            | Gold1    | —      | 150.000  | upfi.fr         |
| Insgesamt                                                                                    | 4× Gold4 | —      |          |                 |